# كلسي

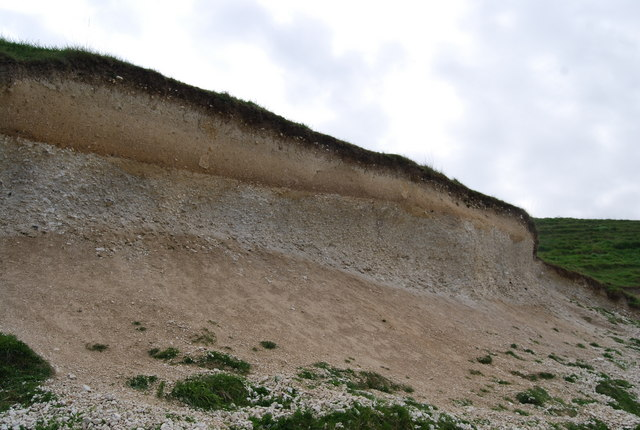
حجر رملي كلسي في منتزه سيفن سيسترز الريفي، إنجلترا

الكلسي أو الجيري (بالإنجليزية: Calcareous)، مواصفة تُطلق على المواد التي تتكون في الغالب أو جزئيًا من كربونات الكالسيوم، بمعنى آخر، تحتوي على الجير أو الطبشور. يستخدم هذا المصطلح في مجموعة متنوعة من التخصصات العلمية.

## في علم الحيوان
يستخدم مصطلح الكلسي لوصف هيكل، يفرزه أو يكونه كائن حي، يتكون من أو يحتوي على كربونات الكالسيوم مثل الرخويات.
ينطبق المصطلح أيضًا على صدفات كربونات الكالسيوم التي غالبًا ما تكون من نوع المنخريات المجهرية أكثر أو أقل. ليست كل الاختبارات كلسية؛ الدياتومات والإشعاع الشعاعي لها اختبارات صامتة.
الرخويات كلسية، وكذلك الإسفنج الكلسي، الذي يحتوي على شويكات مصنوعة من كربونات الكالسيوم.

## في علم النبات
تعتبر الأراضي العشبية الكلسية شكلاً من أشكال المراعي المميزة للتربة التي تحتوي على الكثير من كربونات الكالسيوم من الطباشير الكامنة أو صخور الحجر الجيري. بعض أنواع الطحالب تكون كلسية.

## في الطب
يستخدم المصطلح في علم الأمراض، على سبيل المثال في التهاب الملتحمة الكلسي، وكذلك عند الإشارة إلى ورم خبيث كلسي أو رواسب كلسية، والتي يمكن إزالتها جراحيًا.

## في الجيولوجيا

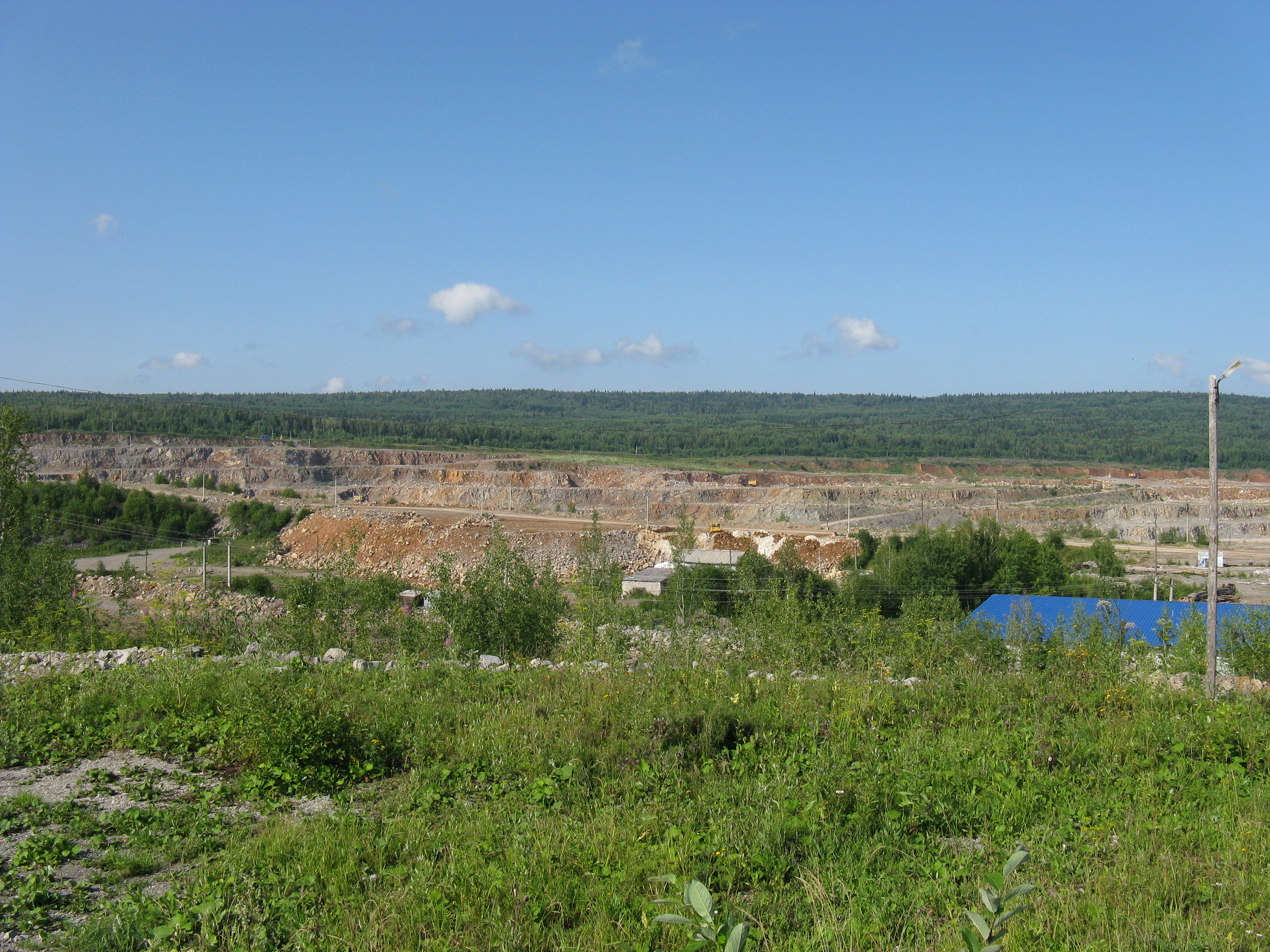
منجم كلسي في بيرم كراي، روسيا

يمكن تطبيق المصطلح الكلسي على الرواسب أو الصخور الرسوبية أو نوع التربة التي تتكون من أو تحتوي على نسبة عالية من كربونات الكالسيوم في شكل كالسيت أو أراغونيت.

### الرواسب البحرية
عادة ما تترسب الرواسب الجيرية في المياه الضحلة بالقرب من الأرض، حيث أن الكربونات تتسبب فيها الكائنات البحرية التي تحتاج إلى مغذيات مشتقة من الأرض. بشكل عام، كلما ابتعدت عن رواسب الأرض، قلّت جرادتها. يمكن أن تحتوي بعض المناطق على رواسب كلسية متداخلة بسبب العواصف أو التغيرات في تيارات المحيطات.

### التربة الكلسية
التربة الكلسية قلوية نسبيًا، بمعنى آخر لها درجة حموضة عالية. هذا بسبب الحموضة الضعيفة للغاية لحمض الكربونيك. لاحظ أن هذا ليس السبب الوحيد لارتفاع درجة حموضة التربة. وتتميز بوجود كربونات الكالسيوم في المادة الأصلية وقد يكون لها أفق كلسي، وهي طبقة تراكم ثانوي للكربونات (عادة كالسيوم) تزيد عن 15٪ مكافئ كربونات الكالسيوم وكربونات 5٪ على الأقل أكثر من الطبقة الأساسية.

## من صنع الإنسان
يمكن أن تتكون الرواسب الكلسية في أنابيب تحمل المياه.

## في الكيمياء الكهربائية
الطلاءات الجيرية، أو الترسبات الكلسية، عبارة عن خليط من كربونات الكالسيوم وهيدروكسيد المغنسيوم يتم ترسبها على الأسطح المحمية كاثودياً بسبب زيادة الأس الهيدروجيني المجاور للسطح.